# Hélène Langevin-Joliot
Hélène Langevin-Joliot (sinh ngày 19 tháng 9 năm 1927) là một nhà vật lý hạt nhân người Pháp. Bà được đào tạo tại IN2P3 (tiếng Việt: Viện Vật lý hạt nhân và Vật lý hạt) tại Orsay, một phòng thí nghiệm được thành lập bởi cha mẹ của bà là Irène Joliot-Curie và Frédéric Joliot-Curie. Bà là thành viên của ủy ban cố vấn của chính phủ Pháp. Hiện tại, cô là giáo sư vật lý hạt nhân tại Viện Vật lý hạt nhân tại Đại học Paris và là Giám đốc nghiên cứu của CNRS. Cô cũng được biết đến với công việc tích cực khuyến khích phụ nữ theo đuổi sự nghiệp trong các lĩnh vực khoa học. Bà là Chủ tịch hội đồng trao giải thưởng Marie Curie Xuất chúng, một giải thưởng được trao cho các nhà nghiên cứu xuất sắc của châu Âu. Bà là Chủ tịch Liên minh Hợp lý Pháp từ năm 2004 đến 2012.

## Gia đình
Hélène xuất thân từ một gia đình nhà khoa học nổi tiếng.
- Ông bà ngoại của bà là Marie và Pierre Curie, nổi tiếng nhờ nghiên cứu về phóng xạ, họ đã giành được giải Nobel về vật lý với Henri Becquerel vào năm 1903. Marie Curie là người duy nhất giành được giải Nobel ở hai môn khoa học khác nhau, lần thứ hai bà được trao giải Nobel trong hóa học (1911) cho những khám phá của bà về radium và polonium.
- Cha mẹ của bà, Frédéric Joliot-Curie (tên khai sinh là Jean Frédéric Joliot) (người được Marie cố vấn) và Irène Joliot-Curie (tên khai sinh là Irène Curie), đã giành giải Nobel về hóa học vào năm 1935.
- Em trai của bà, Pierre Joliot sinh năm 1932, là một nhà sinh lý học nổi tiếng, người đã có những đóng góp cho nghiên cứu về quang hợp.

Đáp lại di sản của gia đình bà, Langevin-Joliot thường xuyên trao các cuộc phỏng vấn và nói chuyện về lịch sử của họ. Kiến thức về lịch sử của gia đình bà đã dẫn đến việc cô viết phần giới thiệu về Bức xạ và Cuộc sống hiện đại: Thực hiện giấc mơ của Marie Curie, bao gồm cả một lịch sử ngắn về Curie.
- Chồng của bà, Michel Langevin, là cháu trai của nhà vật lý nổi tiếng Paul Langevin (người đã ngoại tình với Marie Curie, bà của Hélène, vào năm 1910) và cũng là một nhà vật lý hạt nhân tại Viện
- Con trai bà, Yves (sinh năm 1951), là một nhà vật lý thiên văn.